# ديارسعيدبن سالم (تريم)
'

تعديل مصدري - تعديل

ديارسعيدبن سالم هي إحدى قرى عزلة تريم بمديرية تريم التابعة لمحافظة حضرموت، بلغ تعداد سكانها 86 نسمة حسب تعداد اليمن لعام 2004.